# Guram Tusziszwili
Guram Tusziszwili (gruz. გურამ თუშიშვილი; ur. 5 lutego 1995 w Kodżori) – gruziński judoka, mistrz świata, trzykrotny mistrz Europy, złoty medalista igrzysk europejskich.